# 藤原絵理香
藤原 絵理香（ふじわら えりか）は、日本のAV女優。

## 略歴
2009年にデビューした熟女系のAV女優である。

## 出演作品

### アダルトビデオ
2009年
- 初撮り熟女（5月10日、ドリームステージエンタテインメント）他出演:萌子
- 欲求不満妻 変態志願 06（5月15日、ゴーゴーズ） ※「ユカ」名義
- 三十路妻 中出しドキュメント（5月15日、小林興業）他出演:伊達萌子
- 母と息子の近親相姦 〜母の浮気に嫉妬する息子〜 （6月6日、ルビー）
- 私、女として本当の悦びを知りました。（6月8日、光夜蝶） ※「えりか」名義
- 近親相姦遊戯 ふたりの嫁 其の壱（6月10日、グローバルメディアエンタテインメント）共演:七瀬京香
- 中出し手ほどき 母子姦通（6月11日、センタービレッジ）
- 独占!人の妻ワイドスペシャル いじめて、犯して、遠慮しないで! 期待して来たの AVに!（6月11日、アテナ映像）…オムニバス作品 他出演:緑川あずさ、橘慶子、新堂ルミ
- 母を看護した息子の過ち 〜欲望を誘う母の寝姿〜（6月25日、センタービレッジ）
- 叔母に魅せられて…（6月25日、マドンナ）
- 人妻温泉 癒し系 26（6月27日（レンタル）／7月24日（セル）、クリスタル映像）オムニバス作品 他出演:加山なつ子、風間ゆみ、橘エレナ、藤原多恵、山下やよい
- どすけべ熟女のエロ乳 2（7月15日、ジャネス）
- オナホール訪問販売員のおばさん 3 （7月15日、ネクストイレブン）オムニバス作品 他出演:山口杏子、藤原多恵、荒木すみれ、桜田知佳子
- ボクんちの教育ママはシゴキ上手 （7月20日、ネクストイレブン）オムニバス作品 他出演:山口杏子、桜田知佳子
- 人妻温泉 癒し系 26（7月24日、クリスタル映像）他出演:加山なつ子、風間ゆみ、橘エレナ、内田桃子（藤原多恵）、山下やよい
- エロい熟女の巨尻 2（7月25日、エマニエル）
- 三十路妻中出しドキュメント 藤原絵理香 伊達萌子（7月28日、小林興業）
- 初撮り熟女 藤原絵理香（7月28日、ドリームステージ）
- 美熟女近親中出し姦（8月1日、ルビー）
- 交尾する人妻 42（8月5日、ジュエル） ※「宮村涼子」名義
- 義母さんが教えてあげる 8（8月14日、東京音光）共演:若林ひかる
- 息子の留守中に息子の友人を誘惑する母 第二章（8月15日、ネクストイレブン）オムニバス作品 他出演:山口杏子、桜田知佳子
- 熟女欲情 第1巻（8月21日、U&K）
- 団地妻エステ（8月27日、イエローダック）
- お母さんのすべて（9月1日、ABC）
- 義母 絵理香（9月13日、溜池ゴロー）
- 夫の前で…（10月1日、エマニエル）
- お義母さんがヌイてあげる。 第1巻（10月9日、U&K）オムニバス作品 他出演:加藤なお
- 美嬢妻 第壱巻（10月9日、KIプランニング） ※「北澤真由」名義
- 人妻の裏情事（10月16日、Nadeshiko）オムニバス作品 他出演:川上ゆう、白川ゆり、大隅恵令奈、小野理菜
- 本気で風邪を引いている美人ママにイタズラ（10月17日、ラハイナ東海）オムニバス作品 他出演:西山紀香、西屋かえで、杉山洋子
- 犯された兄嫁（10月22日、タカラ映像）オムニバス作品 他出演:滝川絵理子
- 屁顔騎 VOL.2（10月23日、映天）オムニバス作品 他出演:菜月あんな、渥美イオン
- 巨乳美熟女（10月28日、ドリームステージエンタテインメント）共演:志村麻子
- バーチャル近親相姦中出し（10月28日、小林興業）
- 非日常的悶絶遊戯 第百十四章 幼なじみに偶然出会った倦怠期の奥様、絵理香の場合（11月13日、AVS）
- 本気でお料理している美人ママにイタズラSEX（11月14日、ラハイナ東海）オムニバス作品 他出演:青山小百合、速水静音、渡瀬のぞみ
- フェラコレ 熟女編 6（11月15日、隼エージェンシー）オムニバス作品 他多数出演
- ソルトシャワー 美熟女のおしっこみせて!（11月19日、ゲロニア/妄想族）オムニバス作品 他多数出演
- お母さんのセンズリお手伝い 2（12月4日、映天）他出演:加藤なお、松浦ユキ、岩淵香奈枝、森宮亜希など。
- 巨尻熟女 4 藤原絵理香（12月5日、ジャネス）
- 義母奴隷 藤原絵理香（12月13日、溜池ゴロー）
- 義母の脱ぎたて汚パンティで亀頭責め手コキ（12月15日、ジャネス）他多数出演
- ドスケベオヤジの妄想企画 巨乳美淑女の団地妻にターゲットを絞れ!時間を止めてデカ乳女をモミまくりハメまくり（12月16日、ロータス）他出演:浅倉彩音、愛川京香、北原夏美、白山ゆり
- ソルトシャワー 熟若女のおしっこみせて Vol.2（12月19日、ゲロニア/妄想族）オムニバス作品 他多数出演

2010年
- .美熟女楽園VOL，4（2月6日、ルビー）他出演:草凪純（加納瑞穂）、浅倉彩音
- こだわりの手コキ人妻編 VI（2月25日、隼エージェンシー）オムニバス作品 他多数出演
- 旦那以外の子をこっそり孕ませる!あなたの隣に住んでるいいなりおもちゃな超美人妻（3月19日、エマニエル）
- 夫の前で… ベスト3時間（3月19日、エマニエル）他出演:佐藤みき、澤村レイコ（高坂保奈美、高坂ますみ）、三咲恭子
- 息子に内緒で息子の友達を誘惑する母親達（3月20日、ネクストグループ）他多数出演
- マドンナファンの集い 美熟女と行く混浴温泉バスツアー 5（3月25日、マドンナ）他多数共演
- バーチャル近親相姦中出し 総集編 弐（3月27日、小林興業）他出演:湯島美智子、黒崎ヒトミ（神津千絵子）、ほしの菜実恵
- もう一つの混浴温泉バスツアー 5（4月25日、マドンナ）他多数出演
- ドリームステージ美熟女カタログ30人 2（4月28日、ドリームステージ）他多数出演
- 小林興業人妻生出しオールスターズ8時間2枚組スペシャル（4月28日、小林興業）他多数出演
- 熟女の艶っぽい極上フェラ 大全集 2時間（5月1日、エマニエル）他多数出演
- 人妻の情事 力ずくで犯される10人の人妻たち（6月18日、なでしこ）他多数出演
- お母さんがイカせてあげる…4時間（6月19日、ABC/妄想族）他多数出演
- 独占!人の妻ワイドスペシャル いじめて、犯して、遠慮しないで!期待して来たのAVに!（6月25日、アテナ映像）他出演:緑川あずさ、新堂ルミ、橘慶子
- 巨尻熟女 DX 4時間（7月15日、ジャネス）他出演:佐藤みき、中村綾乃、真田友里、根元純
- 溺愛性教育 ママの筆下ろし（7月20日、ネクストグループ）橘エレナ、山口杏子、速水静香、小野里美、桜田知佳子
- セガレのいない間に綺麗な嫁を犯す義父30人（8月10日、グローバルメディアエンタテインメント）他出演:柳井瞳、橘慶子、七瀬京香、藤原絵理香、橘美沙、姫野京香、羽賀紀江
- 無情に犯され悶絶!人気美熟女20人4時間（11月13日、溜池ゴロー）他多数出演
- 母の乳房が揺れまくる、巨乳爆乳母20人ベスト 4時間（11月19日、ABC/妄想族）
- 自画撮りオナニーで興奮する11人の淫乱熟女達 !!（12月21日、ラハイナ東海）

2011年
- くっさいチ○ポに淫語手コキ責めする痴熟女4時間 2（1月19日、エマニエル）他多数出演
- 巨乳美熟女【総集編】（1月28日、ドリームステージ）他出演:橘実加、佐和真由香、徠夢
- 義母奴隷 COMPLETE BEST 2（4月13日、溜池ゴロー）他多数出演
- 生姦、生中出し貪る セガレ自慢美人妻（5月10日、グローバルメディアエンタテインメント）橘エレナ、村上涼子（中村りかこ、黒木菜穂）、南ありさ、波木麗子
- 夫が傍に居るのに… 悶え感じる美熟女26人4時間（6月13日、溜池ゴロー）他多数出演
- まぁ、いやらしい…お母さんの至極の手コキ 4時間（6月19日、ABC/妄想族）他多数出演